# Kathrin Ruttloff
Kathrin Ruttloff (* 28. Juli 1985 in Chemnitz) ist eine deutsche Rechtsanwältin und Scripted-reality-Darstellerin. Bekannt wurde sie durch ihre Fernsehkarriere bei den Sendungen Familien-Fälle und Anwälte im Einsatz. Ruttloff ist in den Fachgebieten Arbeitsrecht, Vertragsrecht und Verkehrsrecht tätig. Sie arbeitet in Berlin.

## Leben
Nach ihrem Abitur begann Ruttloff ein Studium der Rechtswissenschaften in Leipzig. Die Juristin sammelte aber auch viele andere Berufserfahrungen.
So war sie unter anderem als Rechtsanwältin und Referentin beim Bundesministerium für Arbeit und Soziales tätig. Derzeit arbeitet sie als juristische Beraterin und Dozentin freiberuflich.
Ihre erste Berufserfahrung als Rechtsanwältin sammelte sie in einer Leipziger Kanzlei. 2015 eröffnete Kathrin Ruttloff dann ihre eigene Kanzlei und machte sich dadurch selbstständig. Sie ist verheiratet und hat vier Kinder.

## Filmografie
- 2012–2013: Familien-Fälle
- 2013–2015: Anwälte im Einsatz